# スヴォーロフ勲章 (ソビエト連邦)
スヴォーロフ勲章（スヴォーロフくんしょう、ロシア語: Орден Суворова、オールデン・スヴォーラワ）は、ソビエト連邦の勲章。
名称はロシア帝国の大元帥アレクサンドル・スヴォーロフから取られている。

## 概要
スヴォーロフ勲章は、大祖国戦争の最中である1942年7月29日にソビエト連邦最高会議によってクトゥーゾフ勲章とアレクサンドル・ネフスキー勲章とともに制定された。軍隊の統率力や優れた戦闘指揮、実際の行動における決断力や忍耐力を持ち合わせ、大祖国戦争で勝利をもたらした赤軍の司令官を対象に授与された。また、大きな活躍をした軍の部隊に対して贈られることもあった。
スヴォーロフ勲章は右胸に佩用する。勲章での序列は、最高位である1等スヴォーロフ勲章が1等ウシャコフ勲章の上位で赤旗勲章の下位、2等スヴォーロフ勲章が2等ウシャコフ勲章の上位で1等ボグダン・フメリニツキー勲章の下位、3等スヴォーロフ勲章が3等クトゥーゾフ勲章の上位で2等ボグダン・フメリニツキー勲章の下位に置かれている。

## 歴史
スヴォーロフ勲章はソビエト連邦における3等級設けられた初めての勲章である。この勲章は司令官に授与される勲章の中では最高位のものであった。
1942年7月29日の制定であるが、同時に2等級あるクトゥーゾフ勲章と、1等級のみのアレクサンドル・ネフスキー勲章も制定されている。
この勲章の対象となったのは、ソビエト連邦最高会議の令でも示された通り「攻撃的な」性格をもった司令官である。そういった司令官がスヴォーロフ勲章を受章した時、その部隊の参謀長は同程度のクトゥーゾフ勲章を受章することがあった。例えば1943年10月、クバン州やタマン半島に置かれた北コーカサス戦線のイワン・ペトロフ大将は、上級大将に昇進し1等スヴォーロフ勲章を受けた。その際、北コーカサス戦線の参謀長イヴァン・ラスキン少将も中将への昇進と1等クトゥーゾフ勲章を受章している。
1942年6月、セヴァストポリでの包囲によりソ連軍が壊滅し、ドンやヴォルガへ撤退していた時期に司令官に対する特別勲章の制定が発表された。新たに「司令官の」勲章が創設されたのは、「一歩も下がるな!」で知られるソ連国防人民委員令第227号発布の翌日のことである。既に制定されていたレーニン勲章や赤旗勲章などとは異なり、相応の地位がなければ受章することができなかった。
このスヴォーロフ勲章を計画したのは、ソ連の中央軍事計画研究所に勤めていたピョートル・スコカンである。彼の計画は1942年7月21日に承認された。彼の草案に造幣局が変更を加えた結果、最終的なデザインが確立した。なお、前述した2等以下の勲章はサイズがやや小さくなっているなどの相違点は、1942年9月30日に合法化されている。
スヴォーロフ勲章の最初の受章者は、1943年1月28日のソビエト連邦最高会議により決定された。この決定により、ナチス・ドイツの脅威から祖国を守るために巧みで勇敢な指揮能力を発揮したとされる、ゲオルギー・ジューコフソ連邦元帥（第1号）、アレクサンドル・ヴァシレフスキー上級大将（第2号）、ニコライ・ヴォロノフ砲兵元帥（第3号）、ヴォルホフ戦線司令官キリル・メレツコフ上級大将、南西戦線司令官ニコライ・ヴァトゥーチン大将、レニングラード戦線司令官レオニード・ゴヴォロフ大将、ヴォロネジ戦線司令官フィリップ・ゴリコフ大将、スターリングラード戦線司令官アンドレイ・エリョーメンコ大将、ドン戦線司令官コンスタンチン・ロコソフスキー大将、南部戦線司令官ロディオン・マリノフスキー中将、その他軍団司令官パーヴェル・バトフ中将、ヴァシーリー・クズネツォフ中将、ドミトリー・レリュシェンコ中将、イワン・マスレニコフ中将、キリル・モスカレンコ中将、マルキアン・ポポフ中将、パーヴェル・ルイバルコ中将、フョードル・トルブーヒン中将、イワン・チスチャコフ中将、ワシーリー・チュイコフ中将、ミハイル・シュミロフ中将など23人の将軍や元帥に1等スヴォーロフ勲章が贈られた。
2等スヴォーロフ勲章が初めて授与されたのは1942年12月26日である。南西戦線司令官ヴァシーリー・バダホフ少将率いる第24戦車軍団が、タチンスカヤ付近でドイツ軍の後方部隊に大きな打撃を与えたことを評価してのことだった。
3等スヴォーロフ勲章は、1943年2月3日に巧みな戦闘と優れた指揮でドイツに大きな損害を与えたZ・N・ガラニン少佐へ初めて贈られた。

## 意匠
1等スヴォーロフ勲章は五芒星型であり、中心から四方に向かって線が発散している。星の中心には赤のエナメルで縁取られた円が置かれており、勲章上部には金のエナメルで縁取られた赤星がある。円の下部には金の月桂樹が描かれており、上部にАЛЕКСАНДР СУВОРОВの名が金色で、中央には1818年に作られたアレクサンドル・スヴォーロフの胸像が描かれている。
2等および3等も基本意匠は1等スヴォーロフ勲章と同様である。ただ、2等以下の勲章はАЛЕКСАНДР СУВОРОВの名が赤色で刻まれており、勲章上部に赤星は描かれていない。
1等スヴォーロフ勲章は白金製で、中央の円は金製である。それぞれの含有量は白金が28.995g、金が8.84g、銀が9.2gとなり、総重量は41.8±1.8gである。また、最大幅は56mmになる。2等スヴォーロフ勲章は金製で、中央の円は銀から成る。含有量は金が23.098 g、銀が12.22 gとなり、総重量は29.2±1.5 gである。3等スヴォーロフ勲章は銀製であり、中央の円は酸化している。含有量は銀が22.88gであり、総重量は25.3±1.5gである。なお、2等以下は最大幅が49mmであり、1等よりやや小さく作られている。
裏面には佩用の際に用いるねじ式の佩用金具が付いている。
リボンバーは地がモアレのある緑色で、オレンジの線の本数によって等級を示している。1等は中央に5ｍｍのオレンジ線が、2等は両端に3mmのオレンジ線が、3等は中央、両端に2mmのオレンジ線が3本入っている。リボンバー全体の幅は24mm。
| リボンバー | リボンバー | リボンバー |
| ---------- | ---------- | ---------- |
| 1等        | 2等        | 3等        |

## 受章条件

### 1等
3等級から成るスヴォーロフ勲章のうち、最高位である1等は前線指揮官やその副官、参謀総長、砲兵や戦車兵の司令官など、軍の中でも高位にある人物が対象となった。
- 数的に敵軍が勝るとき、前線の部隊をよく組織し、巧みな指揮をもってこれを打ち破る
- 数的に敵軍が勝るとき、巧みに行われた指揮によって敵の将兵を完全に壊滅し、武器・兵器を鹵獲する
- 戦闘を行うにあたって、部隊の本陣とする場所をその主導権と決断力によって決定し、結果として自軍の戦闘能力を保持したまま敵を敗北させる
- 巧み且つ秘密裏に行われた指揮により、敵軍に再編成や物資補給の機会を与えず、これを敗北させる

### 2等
2等スヴォーロフ勲章は軍団、師団、旅団などの司令官や副官、参謀長などが対象となった。
- 敵の軍団や師団を破るため、火器、装備、人員の完全な相互作用を活かして部隊を組織した結果、より少ない力で突然且つ決定的な打撃を与える
- 敵の近代的な防衛線に突破口を築くため、突破口の開発と永続的な追及をもって敵を包囲し、これを壊滅させる
- 数的に勝る敵軍に包囲されたとき、これを脱出し、部隊、武器、装備の戦闘機能維持を行う
- 敵軍後方を戦車部隊により偵察し、これを基に打撃を与えて作戦の成功を確実にする

### 3等
3等スヴォーロフ勲章は連隊、大隊の司令官、連隊の参謀長などが対象となった。1943年2月8日のソビエト連邦最高会議によって、中隊の司令官も授与対象に含まれた。
- 戦闘組織及び敵の強さに勝るだけの大胆且つ迅速な攻撃の瞬間を、その主導権によって決断しこれを壊滅する
- 要点を占領している敵軍の増大に対し、強固且つ完全な反抗のためにすべての利用可能な戦闘手段を巧みに用い、攻撃へ決定的な移行をする

## 主な受章者

### スヴォーロフ勲章複数回受章者

#### 4回

##### 1等スヴォーロフ勲章3回、2等スヴォーロフ勲章1回
- コンスタンチン・ヴェルシーニン（ロシア語版） - 航空総元帥
- ヴァシーリー・カザコフ（ロシア語版） — 砲兵元帥
- アレクサンドル・ルチンスキー - 上級大将
- イヴァン・リュドニコフ（ロシア語版） - 大将

#### 3回

##### 1等スヴォーロフ勲章3回
- パーヴェル・バトフ — 上級大将
- パーヴェル・ベローフ（ロシア語版） - 大将
- ニコライ・ヴォロノフ — 砲兵総元帥
- アレクサンドル・ゴロヴァーノフ（ロシア語版） - 航空総元帥
- ワシーリー・ゴルドフ - 大将
- アンドレイ・エリョーメンコ -ソ連邦元帥
- ウラジーミル・コルパクチ — 上級大将
- アレクサンドル・ノヴィコフ — 航空総元帥
- ニコライ・プーホフ（ロシア語版） — 大将
- パーヴェル・ルイバルコ — 装甲戦車兵元帥
- ワシーリー・ソコロフスキー — ソ連邦元帥
- セミョーン・チモシェンコ — ソ連邦元帥
- ヴャチェスラフ・ツヴェターエフ（ロシア語版） — 大将
- ワシーリー・チュイコフ — ソ連邦元帥

##### 1等スヴォーロフ勲章2回、2等スヴォーロフ勲章1回
- グリゴーリー・ヴォロジェーイキン（ロシア語版） — 航空元帥
- アレクサンドル・ゴルバトフ — 上級大将
- アンドレイ・グレチコ — ソ連邦元帥
- ゲオルギー・デグチャレフ（ロシア語版） — 砲兵大将
- ゲオルギー・ザハロフ — 上級大将
- アンドレイ・クラフチェンコ — 戦車軍大将
- ゲルマン・マランディン（ロシア語版） — 上級大将
- ミハイル・マリーニン — 上級大将
- アレクセイ・ラジエフスキー（ロシア語版） — 上級大将
- セルゲイ・ルジェーンコ — 航空元帥
- ニコライ・フレブニコフ（ロシア語版） — 大将
- イワン・チスチャコフ — 大将
- セルゲイ・シュテメンコ — 大将

##### 1等スヴォーロフ勲章1回、2等スヴォーロフ勲章2回
- ウラジーミル・ジダーノフ — 大将
- ウラジーミル・イヴァノフ（ロシア語版） — 上級大将
- アファナシー・カラヴァツキー（ロシア語版） — 航空中将
- コンスタンチン・コルガノフ（ロシア語版） — 中将
- パーヴェル・コロリコフ（ロシア語版） — 砲兵中将
- イヴァン・クルプスキー（ロシア語版） — 航空少将
- ニコライ・ナウメンコ（ロシア語版） — 航空大将
- ミハイル・パノフ（ロシア語版） — 戦車軍大将
- コンスタンチン・プロヴァロフ（ロシア語版） — 大将
- ミハイル・サヴェリエフ（ロシア語版） — 戦車軍中将
- フィリップ・チェロクマノフ（ロシア語版） — 中将

##### 2等スヴォーロフ勲章3回
- ミハイル・ヴォルコフ（ロシア語版） — 戦車軍中将
- アンドラニク・カザリャン（ロシア語版） — 少将
- セルゲイ・コレスニコフ（ロシア語版） — 砲兵少将
- フョードル・カトコフ（ロシア語版） — 戦車軍中将
- パーヴェル・モシシャルコフ（ロシア語版） — 大将
- ウラジーミル・ウシャコフ（ロシア語版） — 航空中将

### 1等スヴォーロフ勲章外国人受章者
1等スヴォーロフ勲章を受章した主な外国人：
- 1944年2月18日

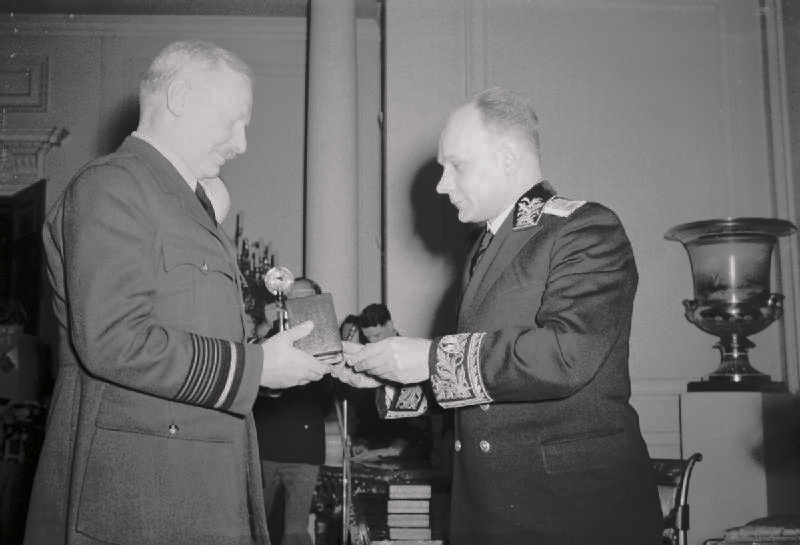
駐英ソ連大使フョードル・グセフからスヴォーロフ勲章を受けるアーサー・ハリス卿

ドワイト・D・アイゼンハワー — 連合軍最高司令官 (アメリカ)
- 1944年2月19日

アーサー・ハリス — 空軍元帥 (イギリス)
ハロルド・アレグザンダー — 陸軍元帥 (イギリス)
ブルース・フレーザー — 海軍提督 (イギリス)
ジョン・トーヴィー — 海軍提督 (イギリス)
- 1944年2月26日

アラン・ブルック — 陸軍元帥 (イギリス)
- 1944年3月24日

ジョージ・マーシャル — 将官 (アメリカ)
- 1944年9月5日

ヨシップ・ブロズ・チトー — 元帥 (ユーゴスラビア社会主義連邦共和国)
- 1944年10月4日

バーナード・モントゴメリー — 陸軍元帥 (イギリス)
マックス・エイトケン — 航空機生産大臣 (イギリス)
オリヴァー・リトルトン — 生産大臣 (イギリス)
マーク・W・クラーク — 中将 (アメリカ)
- 1945年5月17日

オマール・ブラッドレー — 将官 (アメリカ)
コートニー・ホッジス — 将官 (アメリカ)
- 1945年6月5日

ジャン・ド・ラトル・ド・タシニー — 元帥 (フランス)
- 1945年6月27日

カロル・スヴェルチェフスキ — 大将 (ポーランド)
- 1945年8月9日

ダミャン・ヴェルチェフ — 大将 (ブルガリア)
イヴァン・マリノフ — 中将 (ブルガリア)
ヴラディミル・ストイチェフ — 中将 (ブルガリア)
ヴワディスワフ・コルチツ — 大将 (ポーランド)
コンスタンチン・ヴァシリウ＝ラスカヌ — 軍団将軍 (ルーマニア)
エマノイル・イオネスク — 師団将軍 (ルーマニア)
- 1945年8月10日

ルドヴィーク・スヴォボダ — 上級大将 (チェコスロヴァキア)
- 1945年9月8日

ホルローギーン・チョイバルサン — 元帥 (モンゴル人民共和国)
- 1945年10月15日

アレクサンダル・ランコヴィッチ — 元帥 (ユーゴスラビア)
アルサ・ヨヴァノヴィッチ — 大将 (ユーゴスラビア)
コチャ・ポポヴィッチ — 中将 (ユーゴスラビア)
- 1946年4月8日

ジョゼフ・T・マクナーニー — 将官 (アメリカ)
マリー＝ピエール・ケーニグ — 軍団将軍 (フランス)
- 1947年8月9日

エンヴェル・ホッジャ — 大将 (アルバニア社会主義人民共和国)
- 1956年6月20日

イヴァン・ゴシュニャク — 上級大将 (クロアチア)
- 1956年7月7日

ノロドム・スラマリット — カンボジア王国国王
ノロドム・シハヌーク — カンボジア王子
- 1959年8月18日

ハイレ・セラシエ1世 — エチオピア帝国皇帝

## ギャラリー

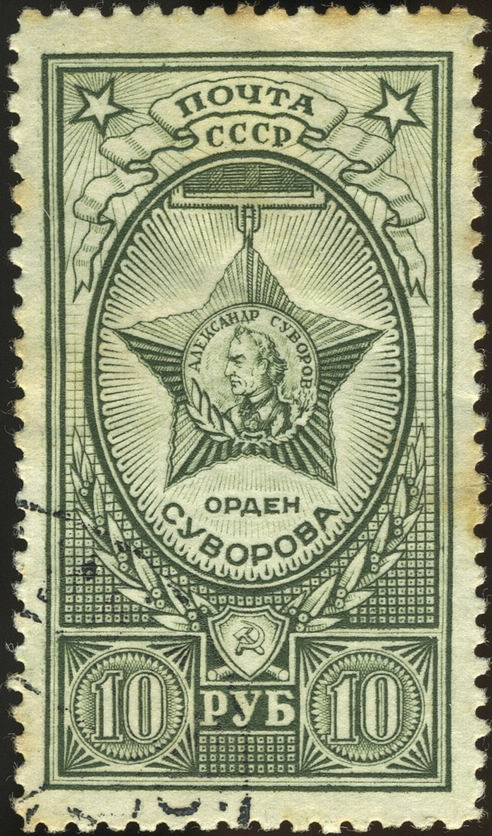
1943年の切手
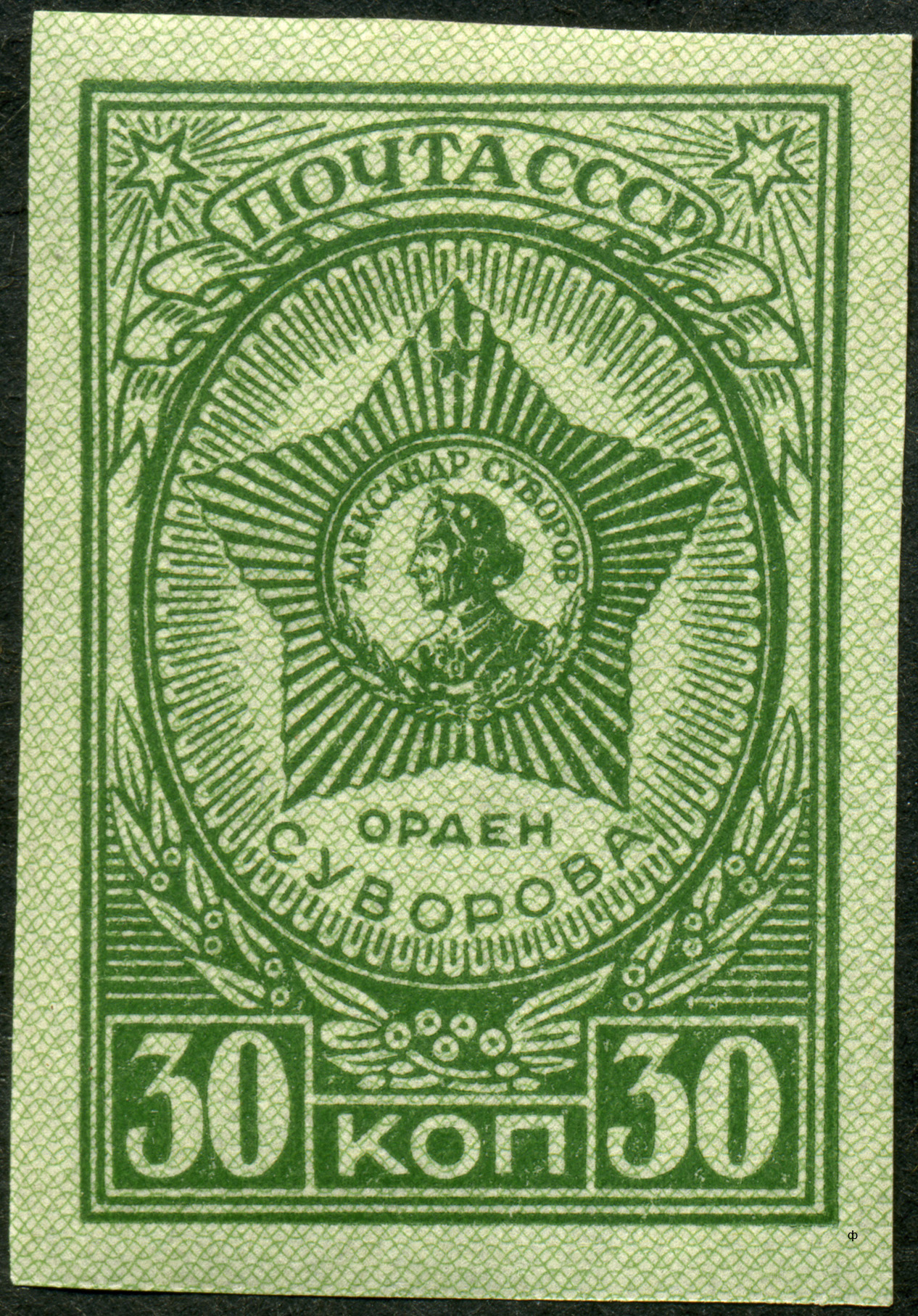
1944年の切手